# Заксор, Владимир Семёнович
Владимир Семёнович Заксор (1931, Бичи, Комсомольский район, Хабаровский край — 1971) — нанайский писатель и переводчик.

## Биография
Родился в селе Бичи Комсомольского района Хабаровского края в семье потомственного рыбака. Пять лет работал в рыболовецком колхозе вместе со своим отцом после окончания начальной школы в 1943 году. В возрасте 17 лет уехал в Ленинград. Там он поступил на подготовительное отделение Ленинградского педагогического института им. А. И. Герцена.
Под влиянием А. П. Путинцевой (1903—1993), преподавательницы ЛГПИ в Ленинграде начал заниматься переводами с русского на нанайский язык. В 1951 году Заксор перевел «Аленушкины сказки» Мамина-Сибиряка, а в 1952 году — «Тимур и его команда» Гайдара. Переводы Заксора были изданы в Ленинграде на нанайском языке для нанайских школ.
Оказалось, что сырой климат Ленинграда Владимиру Заксору противопоказан. Он вернулся на родину после учебы на факультете народов Севера в ЛГПИ. Владимир работал в школе села Нижние Халбы учителем. Там он стал автором песен, стихов и постановок по местной тематике для драматического кружка «Мангбо». Первая пьеса «Звено Муксэ», поставленная в кружке, смогла завоевать первое место на районном смотре художественной самодеятельности.
Затем сотрудничал в редакции нанайской газеты «Путь к коммунизму». Занимал должность инструктора сельского парткома, райкома КПСС. В 1965 году Заксор окончил филологический факультет Педагогического института в Комсомольске-на-Амуре.
Первые стихи Заксора появились в печати в 1958 году (автор поэмы «Добрый свет»), рассказы — в 1961. Заксор является автором пьесы «Даргу (Дарту)» (1958 г.), обошедшей клубные сцены всех нанайских сел.
Умер в 1971 году.